# Lê Hoàng Phu
Lê Hoàng Phu (17 tháng 6 năm 1926 – 30 tháng 1 năm 2003) là Mục sư Tin Lành, Giám đốc Học vụ Thánh Kinh Thần học viện Nha Trang, và là Nhà Sử học Hội thánh.

## Thiếu thời
Lê Hoàng Phu sinh ngày 17 tháng 6 năm 1926 tại Đà Nẵng, được trưởng dưỡng trong đức tin Cơ Đốc, cha là Mục sư Lê Văn Long. Đến năm 12 tuổi, cậu tham dự Hội đồng Tổng Liên hội tổ chức tại Vĩnh Long với diễn giả là  "Sứ giả Phục hưng" Tống Thượng Tiết. Tại đây, Lê Hoàng Phu nhận lãnh những trải nghiệm tâm linh ảnh hưởng sâu sắc trên cuộc đời cậu.

## Mục vụ
Năm 1948, Trường Kinh Thánh Đà Nẵng khai giảng khóa học mới - sau ba năm liên tiếp ngưng hoạt động do bị ảnh hưởng của chiến tranh  - Lê Hoàng Phu liền xin nhập học. Tốt nghiệp năm 1951, ông được bổ nhiệm về Nhà thờ Huế, và được phong chức mục sư năm 1954.
Năm 1957, Mục sư Lê Hoàng Phu đến New York, Hoa Kỳ, để theo học tại Đại học Nyack, một học viện thuộc Hội Truyền giáo Phúc âm Liên hiệp. Sau khi tốt nghiệp năm 1959, ông giảng dạy tại Trường Kinh Thánh Đà Nẵng, và tiếp tục phục vụ trong cương vị này khi trường dời vào Nha Trang năm 1960 và đổi tên thành Thánh Kinh Thần học viện. Trong thời gian này, ông được mời giảng luận tại nhiều giáo đoàn trên toàn quốc. Từ năm 1960 – 1965, ông được bầu vào chức vụ Tổng Thư ký Ban trị sự Tổng Liên Hội, Hội thánh Tin Lành Việt Nam.
Năm 1965, ông theo học tại Đại học Wheaton, Illinois, Hoa Kỳ, và nhận văn bằng Thạc  sĩ năm 1967, rồi tiếp tục nghiên cứu tại Đại học New York. Năm 1972, ông nhận học vị Tiến sĩ với luận văn "Lịch sử Hội thánh Tin Lành Việt Nam (1911 – 1965)". Cũng trong năm ấy, ông trở về Thần học viện Nha Trang đảm nhiệm chức trách Giám đốc Học vụ cho đến năm 1975.
Từ năm 1972 – 1975, ông là Giám đốc Học vụ Chương trình Nghiên cứu Phúc âm tại Việt Nam, rồi tại Âu châu và Úc châu từ năm 1980 – 1984. Ông đồng sáng lập và là Viện trưởng Union College of California (từ năm 1991 – 1995), một học viện thần học phục vụ cộng đồng Tin Lành Việt Nam ở hải ngoại trong lĩnh vực học thuật và đào tạo.
Sau khi định cư ở Hoa Kỳ, Mục sư Lê Hoàng Phu thăm viếng và giảng dạy để gây dựng đời sống tâm linh cho các giáo đoàn Tin Lành của người Việt rải rác khắp Bắc Mỹ, Âu châu, và Úc châu. Ngoài ra, ông cũng dự phần trong nỗ lực truyền bá phúc âm ở Đông Âu và Liên Xô.
Mục sư Lê Hoàng Phu đóng góp tích cực cho công cuộc dịch thuật Kinh Thánh sang tiếng Việt. Ông thực hiện một bản dịch Tân Ước được biết dưới tên Thánh Kinh Tân Ước Diễn Ý phát hành năm 1982. Toàn bộ Thánh Kinh Cựu Ước và Tân Ước - Bản Diễn Ý được Thánh Kinh Hội Quốc tế phát hành vào năm 1994.
Bên cạnh việc dịch thuật Thánh Kinh Diễn Ý, năm 1987 Mục sư Lê Hoàng Phu đã cộng tác với Vietnamese Bible Inc. trong một Ủy ban Phiên Dịch Kinh Thánh gồm các mục sư từ một số hệ phái Tin Lành nhằm thực hiện một bản dịch Kinh Thánh Việt ngữ "trung thực, hiện đại, và truyền đạt được chân lý của Chúa". Bản dịch này được Vietnamese Bible Inc. xuất bản vào năm 2002 với tên gọi là Kinh Thánh - Bản Dịch Mới. 
Trước đó, Mục sư Lê Hoàng Phu đã cộng tác dịch thuật bốn sách Phúc âm và sách Công vụ các Sứ đồ, được Thánh Kinh Hội Việt Nam xuất bản năm 1973.
Mục sư Lê Hoàng Phu từ trần ngày 30 tháng 1 năm 2003. Ông sống độc thân cho đến cuối đời.

## Tác phẩm
- Thần học Lịch sử
- Thần học Thánh Kinh
- Thần học Thực hành
- Thần học Hệ thống
- Lịch sử Phấn hưng
- Lịch sử Truyền giáo
- Lịch sử Hội thánh Tin Lành Việt Nam (1911 - 1965)
- Các sách Luận giải Kinh Thánh: Ga-la-ti, Ê-phê-sô, Phi-líp, Công vụ các Sứ đồ